# The Least We Can Do Is Wave to Each Other
Albums de Van der Graaf Generator
The Aerosol Grey Machine
(1969) H to He, Who Am the Only One
(1970)
Singles
1. Refugees
Sortie : avril 1970

The Least We Can Do Is Wave to Each Other est le deuxième album studio du groupe britannique de rock progressif Van der Graaf Generator. Il est sorti en 1970 sur le label Charisma Records.
Enregistré en l'espace de quatre jours, il constitue le premier véritable album du groupe. Musicalement, il offre aussi bien des ballades comme Refugees, réflexion mélancolique sur l'amitié, que des morceaux plus agressifs comme White Hammer, inspirée par la sorcellerie, ou After the Flood, récit d'un déluge apocalyptique.
À sa sortie, l'album rencontre un franc succès auprès des critiques britanniques. Il permet à Van der Graaf Generator d'entrer pour la première et la dernière fois dans le Top 50 des ventes au Royaume-Uni.

## Histoire

### Contexte
The Aerosol Grey Machine, premier album à porter le nom de Van der Graaf Generator, est publié en septembre 1969 aux États-Unis par Mercury Records. Il s'agit en réalité d'un album solo du chanteur Peter Hammill qui est édité sous le nom du groupe pour des raisons contractuelles. En échange, Tony Stratton-Smith, l'imprésario de Van der Graaf Generator, obtient qu'ils soient libérés du contrat que les lie à Mercury, ce qui lui permet de faire signer le groupe sur son propre label, Charisma Records, qu'il vient de fonder.

### Enregistrement

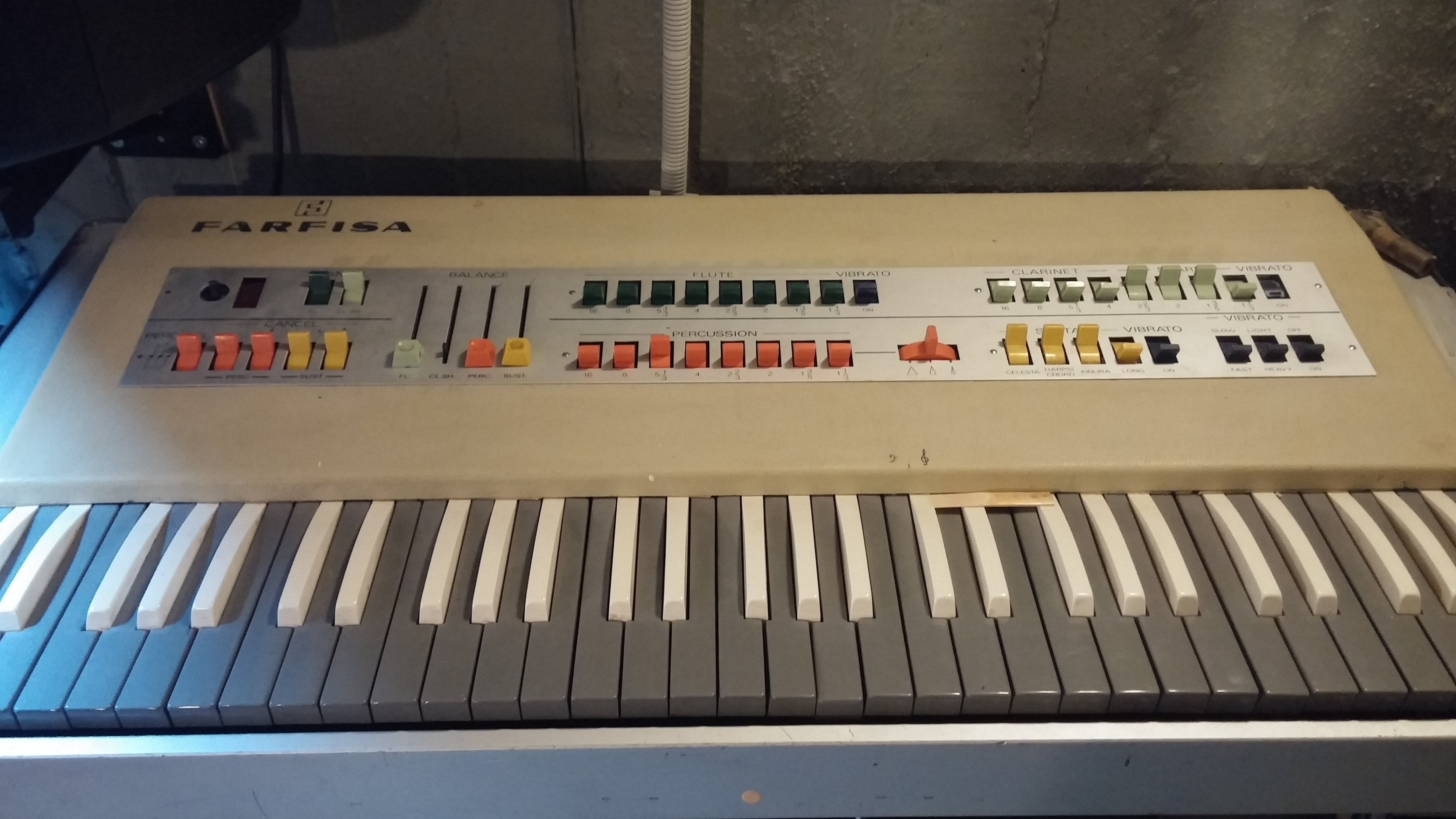
Un orgue Farfisa similaire à celui employé par Hugh Banton.

Les cinq membres de Van der Graaf Generator commencent à répéter ensemble tous les jours en septembre 1969 en vue d'enregistrer un album. Hammill, qui est l'auteur de toutes les chansons, les présente aux autres comme des morceaux achevés sur lesquels ils peuvent rajouter leurs instruments respectifs. Néanmoins, ils ne sont pas de simples exécutants et apportent leurs propres idées quant aux arrangements de chaque pièce, notamment l'organiste Hugh Banton et le saxophoniste David Jackson, qui vient de rejoindre le groupe.
The Least We Can Do Is Wave to Each Other est enregistré en l'espace de quatre jours aux studios Trident de Londres, du 11 au 14 décembre 1969, sous la houlette du producteur John Anthony (en). Le groupe bénéficie d'excellentes conditions de travail : Stratton-Smith leur laisse une grande liberté et Anthony reconnaît rapidement le talent de Hammill. Les studios Trident disposent d'un équipement de pointe, avec des magnétophones à huit pistes sur lesquels la majorité de l'album est enregistrée, à l'exception de la suite finale, After the Flood, enregistrée avec un magnétophone à seize pistes.
John Anthony insère des bruitages tirés de la sonothèque de la BBC au début de Darkness (11/11) et ajoute trémolo et distortion à la voix de Hammill sur une section de After the Flood. Deux musiciens extérieurs participent à l'enregistrement : Gerry Salisbury joue du cornet à pistons sur White Hammer et Mike Hurwitz du violoncelle sur Refugees. Cette partie de violoncelle est écrite par Banton, qui n'est cependant pas crédité comme coauteur du morceau. Banton se charge également des arrangements d'un orchestre de neuf instruments pour une version réenregistrée de Refugees qui sort en single.

### Parution et accueil
The Least We Can Do Is Wave to Each Other sort en février 1970 au Royaume-Uni. Comme The Aerosol Grey Machine n'est paru qu'aux États-Unis, c'est le premier album de Van der Graaf Generator à sortir dans le pays d'origine du groupe. Insatisfait du travail de production de John Anthony, Tony Stratton-Smith demande à Shel Talmy de remixer les morceaux et le premier pressage de l'album présente le mixage de Talmy. Les membres de Van der Graaf Generator n'apprécient pas et parviennent à convaincre Charisma de laisser le dernier mot à leur producteur à ce sujet. Tous les pressages ultérieurs de l'album présentent ainsi le mixage d'Anthony.
Le titre de l'album provient d'une citation du peintre John Minton : « Nous sommes tous noyés dans une mer de sang et le moins qu'on puisse faire est se saluer de la main » (« We're all awash in a sea of blood, and the least we can do is wave to each other. »). La pochette inclut une dédicace « à L & M, sans qui tout le monde aurait été bien plus heureux (« to L & M, without whom everyone would have been much happier »), une allusion voilée à Lou Reizner (en) et à Mercury Records. Aux États-Unis, le disque est édité par Probe Records (en), une filiale de ABC Records, avec une pochette différente.
L'album est bien accueilli par la critique britannique. Pour International Times, c'est le meilleur premier album depuis In the Court of the Crimson King de King Crimson, tandis que le journaliste de Time Out le décrit comme « la meilleure chose que j'aie entendu depuis un bail ». Dans Melody Maker, Richard Williams considère qu'il s'agit d'un album « rare et précieux », « époustouflant » et « captivant ». Il se classe no 47 au Royaume-Uni : c'est la seule apparition que fait le groupe dans le classement britannique des meilleures ventes d'albums au cours de son histoire.
Dans le cadre de la promotion de l'album, Van der Graaf Generator interprète Darkness (11/11) et After the Flood dans l'émission de radio Top Gear, diffusée sur BBC Radio 1. Ces deux versions figurent dans le coffret The Box, sorti en 2000. Le groupe se produit également dans l'émission de télévision allemande Beat-Club (en) au mois d'avril aux côtés de Jethro Tull.

## Caractéristiques artistiques

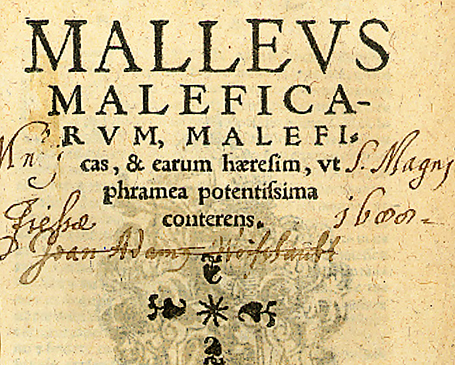
White Hammer fait référence au Malleus Maleficarum.

Toutes les chansons sont écrites et composées par Peter Hammill, à l'exception de Out of My Book, dont la musique a été composée au piano par David Jackson avant que Hammill ne la complète à la guitare. Le premier morceau de l'album, Darkness (11/11), fait référence dans son titre à sa date d'écriture, le 11 novembre 1968. Il présente une double section de cuivres inspirée de Roland Kirk, Jackson jouant à la fois du saxophone alto et du saxophone ténor dessus. La ballade Refugees évoque la mélancolie ressentie par Hammill en quittant ses anciens colocataires Mike McLean et Susan Penhaligon, tandis que White Hammer a pour thème la sorcellerie et mentionne le Malleus Maleficarum. Le « Robert » de Whatever Would Robert Have Said? est Robert Van de Graaff, l'inventeur du générateur de Van de Graaff auquel le groupe a emprunté son nom.
Les paroles de After the Flood, dernier et plus long morceau de l'album, s'inspirent de la science-fiction pour dépeindre les conséquences d'un déluge apocalyptique, en citant partiellement l'inquiétude d'Albert Einstein vis-à-vis de la course aux armements entre les États-Unis et l'Union soviétique. Musicalement, ce morceau change à plusieurs reprises de style et d'atmosphère et inclut une figure dodécaphonique arrangée par Jackson.

## Fiche technique

### Titres
Toutes les chansons sont écrites et composées par Peter Hammill, sauf mention contraire.
| 1. | Darkness (11/11) | 7:28 |
| 2. | Refugees         | 6:23 |
| 3. | White Hammer     | 8:15 |

| 4. | Whatever Would Robert Have Said? |                              | 6:07  |
| 5. | Out of My Book                   | Peter Hammill, David Jackson | 4:08  |
| 6. | After the Flood                  |                              | 11:29 |

The Least We Can Do Is Wave to Each Other a été réédité en 2005 avec deux titres bonus :
| 7. | The Boat of Millions of Years (face B du single Charisma CB 122) | 3:50 |
| 8. | Refugees (face A du single Charisma CB 122)                      | 5:24 |

### Musiciens

#### Van der Graaf Generator
- Peter Hammill : guitare acoustique, chant ; piano sur Refugees
- Hugh Banton : orgue Farfisa, piano, chœurs
- David Jackson : saxophone ténor, saxophone alto, flûte, chœurs
- Nic Potter (en) : basse, guitare électrique
- Guy Evans : batterie, percussions

#### Musiciens supplémentaires
- Mike Hurwitz : violoncelle sur Refugees
- Gerry Salisbury : cornet à pistons sur White Hammer

### Équipe de production
- John Anthony (en) : production
- Rob Cable : ingénieur du son
- Van der Graaf Generator : arrangements, conception de la pochette
- C.C.S. Advertising Associates Ltd., Jim Flynn : conception de la pochette
- Ged Grimmel : photographie

### Classements et certifications
| Classement                    | Meilleure position |
| ----------------------------- | ------------------ |
| Royaume-Uni (UK Albums Chart) | 47                 |